# アニス・サビリン
アニス・サビリン・ラムジ（Anis Sabirin Ramzi、1936年3月1日 - ）は、マレーシアのフィクション・ノンフィクション作家。1960年代のフェミニストの著作で知られている。

## 幼少期
1936年、マレーシアのジョホールバルに生まれる。小学校でマレー語と英語の両方を学び、マラヤ大学シンガポールキャンパス（現在のシンガポール国立大学）に通った。1960年、マレー語の政府機関デワン・バハサ・ダン・プスタカの研究部門で働くために雇われた。

## 1960年代のフェミニストの著作
サビリンは、サルミ・マンジャ、ハディジャ・ハシ、アディバ・アミなどと並んで、1960年代の主要な女性作家の一人である。彼女らは、文化的に大きな変化があったこの時期の女性の役割の変遷を調査していた。この時期のサビリンの作品は、その後のマレーシアにおけるフェミニスト著作の大きな波の先駆けとなった。
彼女は、Dewan SasteraやRealisme Sebagai Satu Aliran Sasteraといったさまざまな出版物に作品や記事を発表した。そして、1966年に最初の短篇集『Dari Bayang Ke Bayang』（「影から影へ」）を出版した。 短篇集中の20の物語では、社会的期待によるプレッシャーで苦しんでいる女性らが直面する困難を考察している。
サビリンは、1969年のエッセイ集『Peranan Wanita Baru』（「新しい女性の役割」）の中で、文化の変化が女性にどのような影響を与えているかをより直接的に探求した。彼女は女性を制限する社会規範を批判し、既存の文学における男性作家のステレオタイプ的な女性描写を嘲笑し、この問題に焦点を当てた最初のマレーシアの女性作家の一人となった。

## その後のアメリカ合衆国でのキャリア
960 年代後半、サビリンはフルブライト賞とP.E.O.賞を受賞した。国際平和奨学金を得て渡米し、博士号を取得した。 以来、数十年間サンフランシスコ、ロサンゼルスに住み働いた。
先駆けとなった時代の作品は評価される一方で、その後の作品はあまり評価されていない。しかし執筆を続け、マレーシアの文学界に足がかりを保ち続けた。 1994年に出版した短編小説集『ペルソナ』は、男性から独立し自分の人生を築く女性に焦点を当てている。 2008年、アメリカでの経験を綴った回想録『Dua Dunia』を出版した。